# Bakkwa
Le bakkwa, aussi appelé rougan (肉干), est un morceau de viande séchée sucré-salé issu de la cuisine chinoise. Originaire du Fujian, il est considéré comme une sucrerie.
Le bakkwa est fabriqué en suivant une ancienne méthode de conservation chinoise.
La méthode principale consiste à faire sécher sur une plaque, entre 50 et 60 °C, des morceaux de bœuf, de porc ou de mouton, préparés avec des épices, du sucre, du sel et de la sauce soja.
Il existe de nombreuses variétés de bakkwa, comme le shafu, moins déshydraté, moins sucré et plus clair. Le bakkwa est présenté en fines tranches carrées.
Cet aliment est très populaire à Singapour et en Malaisie, où il est essentiellement consommé lors du Nouvel An chinois. Importé par les migrants chinois, il s'est adapté aux caractéristiques locales. Généralement plus sucré qu'en Chine, le bakkwa peut ici être séché en plein air, ce qui lui confère un autre parfum.

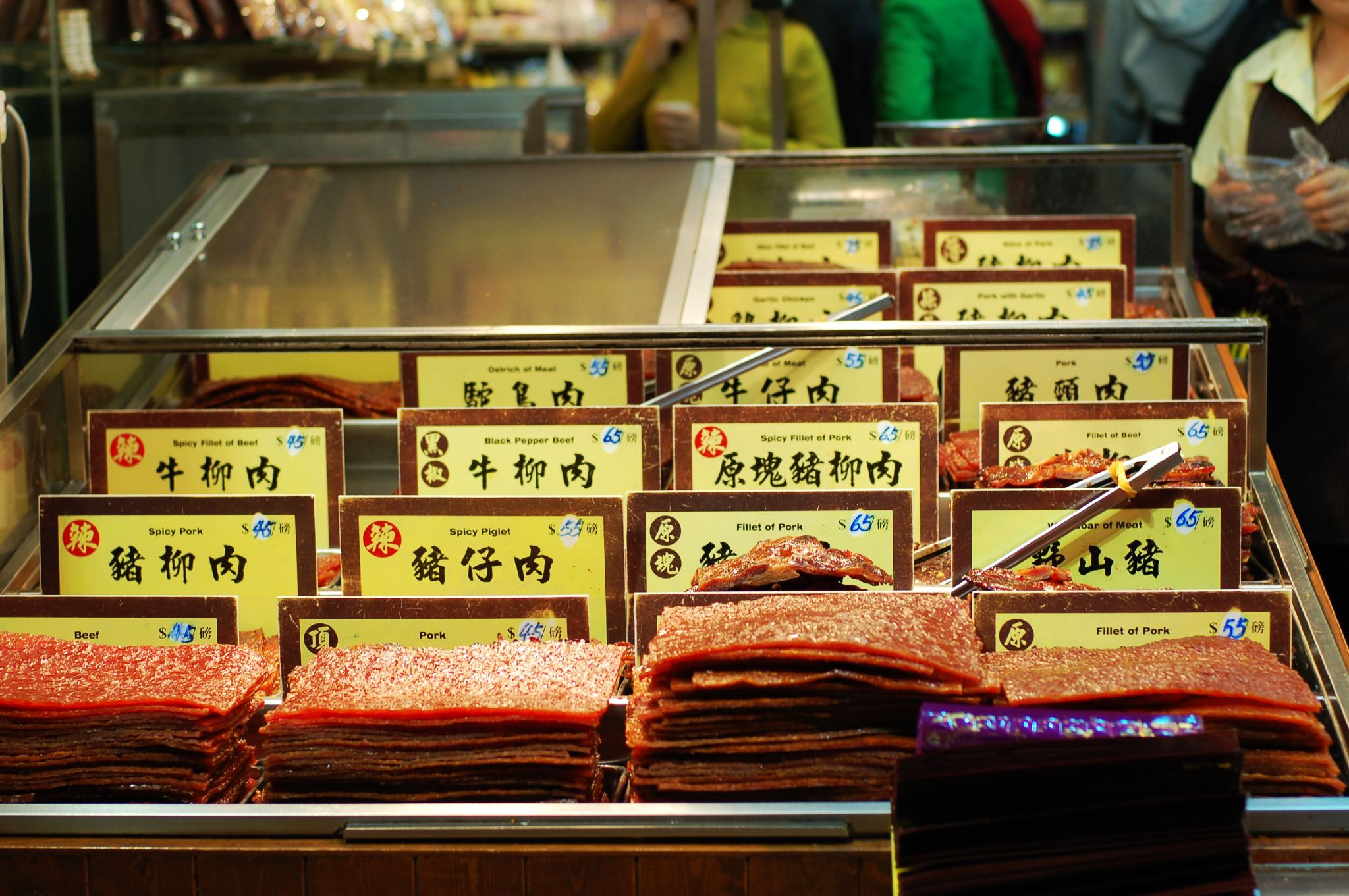
Différents types de bakkwa à Hong Kong.
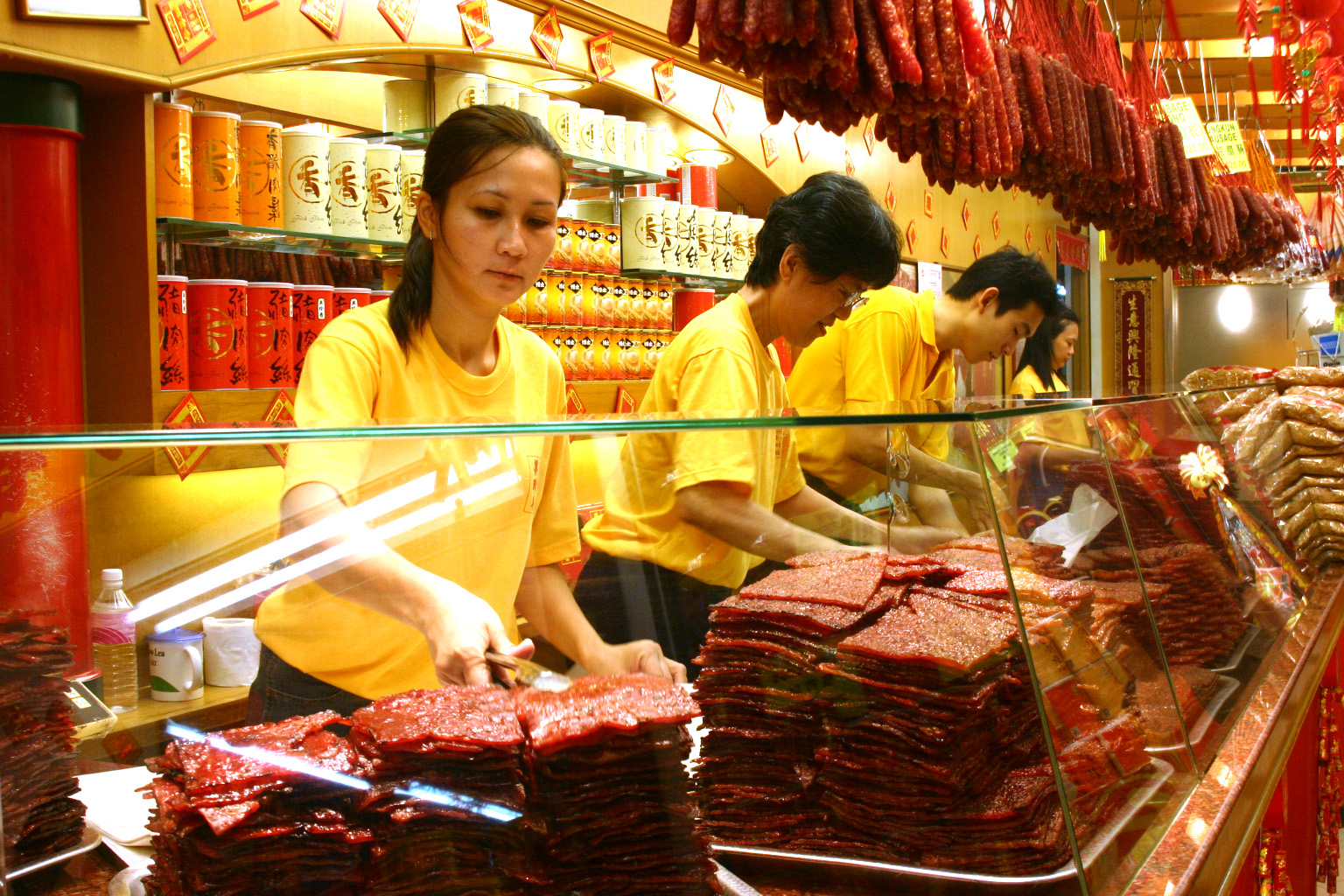
Bakkwa dans un magasin de Singapour.